# Pavel Složil
Pavel Složil (Opava, Txecoslovàquia, 29 de desembre de 1955) és un tennista txecoslovac retirat de la competició.
En el seu palmarès consten dos títols individuals però va destacar més en la modalitat de dobles masculins, on va acumular 32 títols del circuit ATP. Destaca un únic títol de Grand Slam en la modalitat de dobles mixts al Roland Garros (1978) junt a la seva compatriota Renata Tomanová, i posteriorment també va ser finalista d'aquest torneig en dobles masculins. Els resultats li van permetre arribar al 35è lloc del rànquing individual i al quart en el rànquing mundial de dobles masculins. Va formar part de l'equip txecoslovac de Copa Davis en diverses edicions, destacant el títol aconseguit en l'edició de 1980.
Després de la seva retirada va exercir com a entrenador de tennis, el seu treball va ser molt fructífer amb Steffi Graf (1986-1991) ja que va coincidir amb la seva millor etapa arribant a guanyar deu títols de Grand Slam i sent la millor tennista del rànquing femení. A continuació també fou entrenador de Jennifer Capriati, Anna Kúrnikova i Magdalena Maleeva fins a l'any 1999. Posteriorment va abandonar el tennis professional i va treballar en el clubs de tennis de Nàpols.

## Torneigs de Grand Slam

### Dobles masculins: 1 (0−1)
| Resultat  | Núm. | Any  | Torneig       | Parella    | Oponents                   | Marcador                |
| --------- | ---- | ---- | ------------- | ---------- | -------------------------- | ----------------------- |
| Finalista | 1.   | 1984 | Roland Garros | Tomáš Šmíd | Henri Leconte Yannick Noah | 4−6, 6−2, 6−3, 3−6, 2−6 |

### Dobles mixts: 1 (1−0)
| Resultat  | Núm. | Any  | Torneig       | Parella         | Oponents                          | Marcador      |
| --------- | ---- | ---- | ------------- | --------------- | --------------------------------- | ------------- |
| Guanyador | 1.   | 1978 | Roland Garros | Renáta Tomanová | Virginia Ruzici Patrice Dominguez | 7−6, retirada |

## Palmarès

### Individual: 5 (2−3)
| Títols per superfície |
| --------------------- |
| Dura (0−0)            |
| Gespa (0−0)           |
| Terra batuda (1−2)    |
| Moqueta (1−1)         |

| Resultat  | Núm. | Data                 | Torneig                    | Superfície   | Oponent          | Marcador      |
| --------- | ---- | -------------------- | -------------------------- | ------------ | ---------------- | ------------- |
| Finalista | 1.   | 23 de juliol de 1979 | Kitzbühel, Àustria         | Terra batuda | Vitas Gerulaitis | 2−6, 2−6, 4−6 |
| Guanyador | 1.   | 16 de març de 1981   | Nancy, França              | Moqueta (i)  | Ilie Năstase     | 6−2, 7−5      |
| Finalista | 2.   | 21 de febrer de 1983 | Delray Beach, Estats Units | Terra batuda | Guillermo Vilas  | 1−6, 4−6, 0−6 |
| Finalista | 3.   | 22 d'octubre de 1984 | Viena, Àustria             | Moqueta (i)  | Tim Wilkison     | 1−6, 1−6, 2−6 |
| Guanyador | 2.   | 5 d'agost de 1985    | Kitzbühel                  | Terra batuda | Michael Westphal | 7−5, 6−2      |

### Dobles masculins: 62 (33−29)
| Títols per superfície |
| --------------------- |
| Dura (3−4)            |
| Gespa (0−0)           |
| Terra batuda (19−17)  |
| Moqueta (11−8)        |

| Resultat  | Núm. | Data                   | Torneig                                  | Superfície   | Parella           | Oponents                          | Marcador                |
| --------- | ---- | ---------------------- | ---------------------------------------- | ------------ | ----------------- | --------------------------------- | ----------------------- |
| Finalista | 1.   | 24 de juliol de 1978   | Kitzbühel, Àustria                       | Terra batuda | Pavel Hutka       | Mike Fishbach Chris Lewis         | 7−6, 4−6, 3−6           |
| Finalista | 2.   | 9 d'octubre de 1978    | Madrid, Espanya                          | Terra batuda | Tomáš Šmíd        | Wojciech Fibak Jan Kodeš          | 7−6, 1−6, 2−6           |
| Finalista | 3.   | 2 d'abril de 1979      | Niça, França                             | Terra batuda | Tomáš Šmíd        | Peter McNamara Paul McNamee       | 1−6, 6−3, 2−6           |
| Finalista | 4.   | 14 de maig de 1979     | Florència, Itàlia                        | Terra batuda | Ivan Lendl        | Paolo Bertolucci Adriano Panatta  | 4−6, 3−6                |
| Finalista | 5.   | 16 de juliol de 1979   | Stuttgart, Alemanya Occidental           | Terra batuda | Wojciech Fibak    | Colin Dowdeswell Frew McMillan    | 4−6, 2−6, 6−2, 4−6      |
| Guanyador | 1.   | 20 d'agost de 1979     | Boston, Estats Units                     | Terra batuda | Heinz Günthardt   | Syd Ball Kim Warwick              | 7−6, 7−6                |
| Finalista | 6.   | 29 d'octubre de 1979   | Colònia, Alemanya Occidental             | Moqueta (i)  | Heinz Günthardt   | Gene Mayer Stan Smith             | 3−6, 4−6                |
| Finalista | 7.   | 16 de juny de 1980     | Viena, Àustria                           | Terra batuda | Tomáš Šmíd        | Gianni Ocleppo C. Roger-Vasselin  | Renúncia                |
| Finalista | 8.   | 6 d'octubre de 1980    | Barcelona, Espanya                       | Terra batuda | Balázs Taróczy    | Steve Denton Ivan Lendl           | 2−6, 7−6, 3−6           |
| Finalista | 9.   | 20 d'octubre de 1980   | Viena                                    | Moqueta (i)  | Heinz Günthardt   | Bob Lutz Stan Smith               | 1−6, 2−6                |
| Finalista | 10.  | 30 de març de 1981     | Linz, Àustria                            | Dura (i)     | Brad Drewett      | Anders Järryd Hans Simonsson      | 4−6, 6−7                |
| Finalista | 11.  | 6 d'abril de 1981      | Niça (2)                                 | Terra batuda | Chris Lewis       | Yannick Noah Pascal Portes        | 6−4, 3−6, 4−6           |
| Finalista | 12.  | 13 d'abril de 1981     | Montecarlo, Mònaco                       | Terra batuda | Tomáš Šmíd        | Heinz Günthardt Balázs Taróczy    | 3−6, 3−6                |
| Guanyador | 2.   | 11 de maig de 1981     | Florència                                | Terra batuda | Raúl Ramírez      | Paolo Bertolucci Adriano Panatta  | 6−3, 3−6, 6−3           |
| Guanyador | 3.   | 13 de juliol de 1981   | Boston (2)                               | Terra batuda | Raúl Ramírez      | Hans Gildemeister Andrés Gómez    | 6−4, 7−6                |
| Finalista | 13.  | 20 de juliol de 1981   | Washington DC, Estats Units              | Dura         | Ferdi Taygan      | Raúl Ramírez Van Winitsky         | 7−5, 6−7, 6−7           |
| Finalista | 14.  | 27 de juliol de 1981   | North Conway, Estats Units               | Terra batuda | Ferdi Taygan      | Heinz Günthardt Peter McNamara    | 7−6, 5−7, 4−6           |
| Finalista | 15.  | 21 de setembre de 1981 | Ginebra, Suïssa                          | Terra batuda | Tomáš Šmíd        | Heinz Günthardt Balázs Taróczy    | 4−6, 6−3, 2−6           |
| Finalista | 16.  | 12 d'octubre de 1981   | Basilea, Suïssa                          | Dura (i)     | Markus Günthardt  | José Luis Clerc Ilie Năstase      | 6−7, 7−6, 6−7           |
| Guanyador | 4.   | 22 de febrer de 1982   | Gènova, Itàlia                           | Moqueta (i)  | Tomáš Šmíd        | Mike Cahill Buster Mottram        | 6−7, 7−5, 6−3           |
| Guanyador | 5.   | 8 de març de 1982      | Brussel·les, Bèlgica                     | Moqueta (i)  | Sherwood Stewart  | Tracy Delatte Chris Dunk          | 6−4, 6−7, 7−5           |
| Guanyador | 6.   | 28 d'abril de 1982     | Madrid                                   | Terra batuda | Tomáš Šmíd        | Heinz Günthardt Balázs Taróczy    | 6−1, 3−6, 9−7           |
| Guanyador | 7.   | 10 de maig de 1982     | Hamburg, Alemanya Occidental             | Terra batuda | Tomáš Šmíd        | Anders Järryd Hans Simonsson      | 6−4, 6−3                |
| Finalista | 17.  | 19 de juliol de 1982   | Kitzbühel (2)                            | Terra batuda | Rod Frawley       | Mark Edmondson Kim Warwick        | 6−4, 4−6, 3−6           |
| Finalista | 18.  | 26 de juliol de 1982   | Cap d'Agde, França                       | Terra batuda | Tomáš Šmíd        | Andy Andrews Drew Gitlin          | 2−6, 4−6                |
| Guanyador | 8.   | 20 de setembre de 1982 | Ginebra                                  | Terra batuda | Tomáš Šmíd        | Carl Limberger Mike Myburg        | 6−4, 6−0                |
| Finalista | 19.  | 11 d'octubre de 1982   | Basilea (2)                              | Dura (i)     | Fritz Buehning    | Henri Leconte Yannick Noah        | 2−6, 2−6                |
| Guanyador | 9.   | 18 d'octubre de 1982   | Viena                                    | Moqueta (i)  | Henri Leconte     | Mark Dickson Terry Moor           | 6−1, 7−6                |
| Guanyador | 10.  | 8 de novembre de 1982  | Tolosa, França                           | Moqueta (i)  | Tomáš Šmíd        | Jean-Louis Haillet Yannick Noah   | 6−4, 6−4                |
| Guanyador | 11.  | 15 de novembre de 1982 | Dortmund, Alemanya Occidental            | Moqueta (i)  | Tomáš Šmíd        | Mike Cahill Francisco González    | 6−2, 7−6, 6−1           |
| Guanyador | 12.  | 7 de febrer de 1983    | Richmond, Estats Units                   | Moqueta (i)  | Tomáš Šmíd        | Fritz Buehning Brian Teacher      | 6−2, 6−4                |
| Guanyador | 13.  | 21 de febrer de 1983   | Delray Beach, Estats Units               | Terra batuda | Tomáš Šmíd        | Anand Amritraj Johan Kriek        | 7−6, 6−4                |
| Finalista | 20.  | 14 de març de 1983     | Rotterdam, Països Baixos                 | Moqueta (i)  | Peter Fleming     | Fritz Buehning Tom Gullikson      | 6−7, 6−4, 6−7           |
| Guanyador | 14.  | 21 de març de 1983     | Milà, Itàlia                             | Moqueta (i)  | Tomáš Šmíd        | Fritz Buehning Peter Fleming      | 6−2, 5−7, 6−4           |
| Finalista | 21.  | 4 d'abril de 1983      | Lisboa, Portugal                         | Terra batuda | Ferdi Taygan      | Carlos Kirmayr Cássio Motta       | 5−7, 4−6                |
| Guanyador | 15.  | 25 d'abril de 1983     | Madrid (2)                               | Terra batuda | Heinz Günthardt   | Markus Günthardt Zoltán Kuhárszky | 6−3, 6−3                |
| Guanyador | 16.  | 16 de maig de 1983     | Munic, Alemanya Occidental               | Terra batuda | Chris Lewis       | Anders Järryd Tomáš Šmíd          | 6−4, 6−2                |
| Guanyador | 17.  | 4 de juliol de 1983    | Gstaad, Suïssa                           | Terra batuda | Tomáš Šmíd        | Colin Dowdeswell Wojciech Fibak   | 6−7, 6−4, 6−2           |
| Finalista | 22.  | 11 de juliol de 1983   | Stuttgart (2)                            | Terra batuda | Tomáš Šmíd        | Anand Amritraj Mike Bauer         | 6−4, 3−6, 2−6           |
| Guanyador | 18.  | 18 de juliol de 1983   | Kitzbühel                                | Terra batuda | Wojciech Fibak    | Colin Dowdeswell Zoltán Kuhárszky | 7−5, 6−2                |
| Guanyador | 19.  | 10 d'octubre de 1983   | Basilea                                  | Dura (i)     | Tomáš Šmíd        | Stefan Edberg Florin Segărceanu   | 6−1, 3−6, 7−6           |
| Guanyador | 20.  | 21 de novembre de 1983 | Tolosa (2)                               | Moqueta (i)  | Heinz Günthardt   | Bernard Mitton Butch Walts        | 5−7, 7−5, 6−4           |
| Guanyador | 21.  | 9 de gener de 1984     | Masters Doubles WCT, Londres, Regne Unit | Moqueta (i)  | Tomáš Šmíd        | Anders Järryd Hans Simonsson      | 1−6, 6−3, 3−6, 6−1, 6−4 |
| Guanyador | 22.  | 19 de març de 1984     | Milà (2)                                 | Moqueta (i)  | Tomáš Šmíd        | Kevin Curren Steve Denton         | 6−2, 5−7, 6−4           |
| Finalista | 23.  | 9 de gener 1984        | Volvo Masters, Nova York, Estats Units   | Moqueta (i)  | Tomáš Šmíd        | Peter Fleming John McEnroe        | 2−6, 2−6                |
| Finalista | 24.  | 28 de maig de 1984     | Roland Garros, França                    | Terra batuda | Tomáš Šmíd        | Henri Leconte Yannick Noah        | 4−6, 6−2, 6−3, 3−6, 2−6 |
| Guanyador | 23.  | 23 de juliol de 1984   | Washington DC                            | Terra batuda | Ferdi Taygan      | Drew Gitlin Blaine Willenborg     | 7−6, 6−1                |
| Guanyador | 24.  | 17 de juliol de 1984   | Bordeus, França                          | Terra batuda | Blaine Willenborg | Loïc Courteau Guy Forget          | 6−1, 6−4                |
| Guanyador | 25.  | 1 d'octubre de 1984    | Barcelona                                | Terra batuda | Tomáš Šmíd        | Martín Jaite Víctor Pecci         | 6−2, 6−0                |
| Guanyador | 26.  | 8 d'octubre de 1984    | Basilea (2)                              | Dura (i)     | Tomáš Šmíd        | Stefan Edberg Tim Wilkison        | 7−6, 6−2                |
| Finalista | 25.  | 5 de novembre de 1984  | Wembley, Regne Unit                      | Moqueta (i)  | Tomáš Šmíd        | Andrés Gómez Ivan Lendl           | 2−6, 2−6                |
| Finalista | 26.  | 19 de novembre de 1984 | Tolosa                                   | Moqueta (i)  | Tim Wilkison      | Jan Gunnarsson Michael Mortensen  | 4−6, 2−6                |
| Guanyador | 27.  | 12 de novembre de 1985 | Treviso, Itàlia                          | Terra batuda | Tim Wilkison      | Jan Gunnarsson Sherwood Stewart   | 6−2, 6−3                |
| Guanyador | 28.  | 28 de gener de 1985    | Memphis, Estats Units                    | Dura (i)     | Tomáš Šmíd        | Kevin Curren Steve Denton         | 1−6, 6−3, 6−4           |
| Guanyador | 29.  | 18 de març de 1985     | Rotterdam                                | Moqueta (i)  | Tomáš Šmíd        | Vitas Gerulaitis Paul McNamee     | 6−4, 6−4                |
| Guanyador | 30.  | 1 d'abril de 1985      | Montecarlo                               | Terra batuda | Tomáš Šmíd        | Shlomo Glickstein Shahar Perkiss  | 6−2, 6−3                |
| Guanyador | 31.  | 8 d'abril de 1985      | Niça                                     | Terra batuda | Adriano Panatta   | Loïc Courteau Guy Forget          | 3−6, 6−3, 8−6           |
| Finalista | 27.  | 22 de juliol de 1985   | Indianapolis, Estats Units               | Terra batuda | Kim Warwick       | Ken Flach Robert Seguso           | 4−6, 2−6                |
| Finalista | 28.  | 7 d'octubre de 1985    | Tolosa (2)                               | Moqueta (i)  | Tomáš Šmíd        | Ricardo Acuña Jakob Hlasek        | 6−3, 2−6, 7−9           |
| Guanyador | 32.  | 14 d'abril de 1986     | Niça (2)                                 | Terra batuda | Jakob Hlasek      | Gary Donnelly Colin Dowdeswell    | 6−3, 4−6, 11−9          |
| Guanyador | 33.  | 11 d'agost de 1986     | Sent-Vincent, Itàlia                     | Terra batuda | Libor Pimek       | Bud Cox Michael Fancutt           | 6−3, 6−3                |
| Finalista | 29.  | 6 d'octubre de 1988    | Tolosa (3)                               | Moqueta (i)  | Jakob Hlasek      | Miloslav Mečíř Tomáš Šmíd         | 2−6, 6−3, 4−6           |

### Dobles mixts: 1 (1−0)
| Títols per superfície |
| --------------------- |
| Dura (0−0)            |
| Gespa (0−0)           |
| Terra batuda (1−0)    |

| Resultat  | Núm. | Data               | Torneig               | Superfície   | Parella         | Oponents                          | Marcador      |
| --------- | ---- | ------------------ | --------------------- | ------------ | --------------- | --------------------------------- | ------------- |
| Guanyador | 1.   | 29 de maig de 1978 | Roland Garros, França | Terra batuda | Renáta Tomanová | Virginia Ruzici Patrice Dominguez | 7−6, retirada |

### Equips: 1 (1−0)
| Resultat  | Núm. | Data                    | Torneig                           | Superfície  | Equip                           | Oponents                                                           | Marcador |
| --------- | ---- | ----------------------- | --------------------------------- | ----------- | ------------------------------- | ------------------------------------------------------------------ | -------- |
| Guanyador | 1.   | 5−7 de desembre de 1980 | Copa Davis, Praga, Txecoslovàquia | Moqueta (i) | Jan Kodeš Ivan Lendl Tomáš Šmíd | Corrado Barazzutti Paolo Bertolucci Gianni Ocleppo Adriano Panatta | 4−1      |

## Trajectòria

### Individual
| Open d'Austràlia | A   | A   | A     | A     | A     | A     | A     | A     | A     | NC   | 0 / 0     | 0 – 0     |
| Roland Garros | 1R  | 1R  | 2R    | 2R    | 2R    | 3R    | 2R    | 2R    | 1R    | 1R   | 0 / 10    | 7 – 10    |
| Wimbledon | A   | A   | 1R    | A     | 1R    | 1R    | A     | 1R    | 1R    | 1R   | 0 / 6     | 0 – 6     |
| US Open | A   | A   | 1R    | A     | A     | A     | A     | A     | 2R    | 2R   | 0 / 3     | 2 – 3     |
| Total Victòries−Derrotes | 0−2 | 7−5 | 19−18 | 12−12 | 18−16 | 19−18 | 22−21 | 21−17 | 18−26 | 8−16 | 146 – 161 | 146 – 161 |
| Llegenda: G: Guanyador; F: Finalista; SF: Semifinalista; QF: Quarts de final; Q: Qualificació; A: Absent; RR: Round Robin; NC: No celebrat |     |     |       |       |       |       |       |       |       |      |           |           |

### Dobles masculins
| Open d'Austràlia | A   | A   | A     | A  | A  | A  | A     | A     | A     | NC    | A   | 0 / 0     | 0 – 0     |
| Roland Garros | 1R  | 1R  | 1R    | QF | 3R | 1R | SF    | F     | 1R    | 2R    | 1R  | 0 / 11    | 15 – 11   |
| Wimbledon | A   | A   | 1R    | A  | 2R | 1R | A     | 3R    | 2R    | SF    | 1R  | 0 / 7     | 8 – 7     |
| US Open | A   | A   | A     | A  | A  | A  | A     | A     | 1R    | 1R    | 1R  | 0 / 3     | 0 – 3     |
| Total Victòries−Derrotes | 0−1 | 9−5 | 33−18 |    |    |    | 63−16 | 55−17 | 44−27 | 34−21 | 0−4 | 360 – 155 | 360 – 155 |
| Llegenda: G: Guanyador; F: Finalista; SF: Semifinalista; QF: Quarts de final; Q: Qualificació; A: Absent; RR: Round Robin; NC: No celebrat |     |     |       |    |    |    |       |       |       |       |     |           |           |